# Vorderer Spiegelkogel
De Vordere Spiegelkogel is een 3087 meter (volgens andere bronnen 3084 meter) hoge berg in de Ötztaler Alpen in het Oostenrijkse Tirol. De berg is gelegen in de Ramolkam (Schnalskam), die tot de hoofdkam van de Ötztaler Alpen wordt gerekend.
De Vordere Spiegelkogel is lager dan zijn naburige toppen Mittlere Spiegelkogel (3311 meter) en Hintere Spiegelkogel (3424 meter). De Vordere Spiegelkogel ligt ongeveer zeven kilometer ten zuidwesten van Obergurgl in het Gurgler Tal.